# Guerra de Coal Creek
A Guerra de Coal Creek, foi um conflito armado ocorrido no início dos anos 1890, no sudeste dos Estados Unidos, no estado do Tennessee. O conflito teve início durante 1891, quando proprietários de minas de carvão da bacia hidrográfica de Coal Creek, começaram a demitir e substituir seus funcionários por trabalhadores alugados vindos das penitenciarias estaduais do Tennessee.
Esses ex-funcionários das minas de carvão passaram a atacar e incendiar os alojamentos que abrigavam os presos, assim como as próprias minas das quais eram funcionários. Esse movimento terminou em conflitos armados, contra as milícias do estado do Tennessee, deixando vários mortos de ambos os lados.
A Guerra de Coal Creek, ficou marcada na história dos Estados Unidos, como um dos eventos mais dramáticos e significantes relacionados a rebeliões trabalhistas. A Guerra de Coal Creek foi em si, parte dos esforços trabalhistas para derrubar as medidas adotadas pelo estado, que passou a alocar presidiários para trabalhar nas indústrias do estado, tirando assim o emprego de muitos trabalhadores que passaram a ser substituídos por essa nova mão de obra sem custos.
Embora os ex-funcionários das mineradoras, em sua grande maioria terminaram presos ao fim dos conflitos, a exposição adversa do conflito contribuiu para a queda do governador John P. Buchanan, e forçou a assembleia geral do estado do Tennesse a reconsiderar a prática de alocação de funcionários advindos do sistema prisional. Em 1896, tal prática foi abolida no estado, após a não renovação do contrato que permitia que fosse realizado. O Tennessee, foi o primeiro dos estados sulistas a revogar tal prática.  

## Características Geográficas
A Guerra de Coal Creek realizou-se na parte sul da Montanha Cumberland, onde a cordilheira termina no Vale do Tennessee, Coal Creek é uma afluente do Rio Clinch, flui para o norte por várias milhas entre as montanhas cortando o vale estreito de Walden Ridge. A maior parte das batalhas mais violentas rodearam duas comunidades, Briceville, localizada na parte superior de Coal Creek próximo de sua nascente, e a cidade de Coal Creek, a moderna Rocky Top, na extremidade inferior do riacho, onde emerge o Vale de Walden Ridge. Outros eventos importantes ocorreram à 24 km dali, em Oliver Springs, onde um número substancial de mineiros simpatizantes caminhou em direção ao sul de Jellico, cerca de vinte e cinco milhas ao norte de Coal Creek e Kentucky para se juntar ao levante, e conflitos anti arrendamento paralelos ocorreram no Condado de Grundy e no Condado de Marion, cerca de 100 milhas (160 km) ao sul da área de Coal Creek. Coal Creek foi conectado ao Kentucky e Knoxville pela East Tennessee, Virginia & Georgia Railroad, e uma linha de ramal conectou Coal Creek a Briceville.

## Eventos Pregressos
Depois do fim da Guerra Civil Americana, o Tennessee, assim como os outros estados do sul dos Estados Unidos, lutava para encontrar fontes de recursos. A construção de ferrovias no pós-guerra abriu caminho para a abertura de grandes companhias de operações mineradoras, criando uma larga demanda por mão de obra barata. 
Em 1866, o estado começou a arrendar seus detentos para companhias que estavam dispostas a pagar pela moradia dos presos em troca de sua mão de obra, em 1871 muitos condenados foram emprestados à Tennessee Coal Iron, and Railway Company (TCI), que era dona de uma larga fatia das operações mineradoras em Cumberland Plateau, área a oeste de Chattanooga. A TCI por sua vez, repassou muitos desses condenados a empresas de menor tamanho. Embora houvesse alguma resistência dos mineiros livres contra a utilização desses trabalhadores condenados, a abundância de vagas de emprego e a preferência pela mão de obra mais qualificada apresentada pelos trabalhadores tradicionais, aliviava a preocupação dos mineiros.
Durante o mesmo período, o vale de Coal Creek se tornou o local mais lucrativo para as companhias de mineração da região. A cidade de Coal Creek se expandiu rapidamente se tornando a maior do Condado de Anderson, chegando a aproximadamente 3000 habitantes no final da década de 1870. Minas de Carvão foram abertas por todo o vale de Coal Creek e Briceville, que foi fundada por mineradores no final da década de 1880. Muitas minas se estabeleciam em terras arrendadas pela Coal Creek Mining e Manufacturing Company, que foi fundada por Edward J. Sanford e outros especuladores de terra do pós-guerra.
Embora as companhias mineradoras obtivessem lucros substanciais, essas empresas atravessaram alguns períodos de dificuldades econômicas na década de 1880. Os proprietários das mineradoras preferiam a mão de obra dos seus funcionários livres, porém ameaçavam substitui-los por trabalhadores condenados caso eles formassem sindicatos. No final da década de 1880, duas companhias mineradoras do condado de Anderson usavam majoritariamente trabalhadores advindos de penitenciarias, a Knoxville Iron Company em Coal Creek, e a Cumberland Coal Company’s em Oliver Springs.  

## Aumento das Tensões

### Confrontação Inicial
Em 1890, as eleições de vários membros da aliança dos fazendeiros do Tennessee, para vários cargos do governo, entre eles o do governador John P. Buchanan, empolgou os mineiros a fazer algumas exigências. Entre as exigências os mineiros queriam receber o pagamento em dinheiro (dólar), substituindo o “dinheiro da companhia”, que só podia ser utilizado nas compras em lojas de propriedade das companhias, ou trocado por dólares, em uma porcentagem de seu valor. Os mineiros também exigiam que pudessem usar seus próprios verificadores (especialistas que pesavam o carvão extraído e determinavam quanto cada mineiro deveria receber), em vez de verificadores contratados pela empresa. Como as leis estaduais já proibiam o pagamento em papel da empresa, e a utilização de verificadores contratados por elas, a maioria das empresas aceitou as demandas. Contudo a Tennessee Coal Mining Company (TCMC), que operava em Briceville rejeitou as demandas, e em abril de 1891 finalizou suas operações. Dois meses depois a empresa apresentou um novo contrato aos trabalhadores para retornar as operações, apresentando várias desvantagens se comparado com o que a empresa oferecia anteriormente, porém esse novo contrato foi recusado pelos mineiros.
Em 5 de julho, a TCMC reabriu suas atividades na mina de Briceville utilizando mão de obra de condenados arrendados pela TCI. Com as tensões já altas a companhia decidiu derrubar as casas dos mineiros em Briceville, para em seu lugar construir assentamentos para os condenados. Mineiros e comerciantes locais afetados diretamente pela ação da companhia se reuniram em 14 de julho para determinar um plano de ação. Haviam rumores de que um grupo maior de condenados chegariam à Briceville no dia seguinte, então 300 mineiros armados liderados por Eugene Merrell, George Irish  e Marcena Ingraham, cercaram o assentamento ocupado pelos condenados e sem encontrar resistência dos guardas da localidade, conduziram os presidiários até Coal Creek, onde foram colocados em um trem e enviados direto para Knoxville.

### Respostas do Governo
Após a tomada do assentamento em Briceville, os mineiros enviaram um telegrama ao governador do estado, declarando que suas ações foram tomadas com o intuito de defender suas propriedades e empregos, e pedindo a intervenção estadual no assunto. Em 16 de Julho, o governador acompanhou os presos de volta à Briceville, sendo escoltado por milícias de três companhias mineradoras. Em Thistle Switch, uma estação ferroviária próxima de Fraterville, vários mineiros descontentes com a atitude tomada pelo governo confrontaram o governador Buchanan. O governador afirmou ser um defensor da classe trabalhadora, porém afirmou que seu cargo o obrigava a seguir as leis impostas, pedindo calma e paciência aos manifestantes. 
Ao final do pronunciamento os revoltosos fizeram disparos em direção aos alojamentos, colocando a vida do governador em risco que permanecera na localidade até o dia seguinte. O governador deixou 107 milicianos sob o comando do coronel Granville Sevier, para garantir a segurança dos presos no alojamento.
Na manhã de 20 de julho, estimasse que 2000 mineiros armados com espingardas, rifles e pistolas, cercaram novamente o alojamento em Briceville. Os mineiros receberam os reforços de outros trabalhadores do setor vindos de cidades vizinhas como Jellico e Kentucky. Após receber a garantia de que não seriam ocasionados danos na propriedade, Sevier, vendo o tamanho das tropas que se dirigiram a localidade, não ofereceu resistência, logo os presos foram colocados novamente em um trem e enviados até Knoxville. Dias mais tarde o mesmo grupo marchou até à Knoxville Iron Company, próxima de Coal Creek, que também usava mão de obra de condenados, e rendendo os guardas da mina, capturaram os presos e enviaram-nos de trem para Knoxville.

### Ações Legislativas
Em 21 de julho de 1891, o governador John P. Buchanan convocando novamente a milícia local para lhe prestar proteção, viajou para Knoxville. Durante um período de quatro dias ele teve reuniões com um comitê formado por membros e simpatizantes da causa operária, entre eles o advogado J.C.J. Williams, o editor do jornal de Knoxville William Rule e o organizador da United Mine Workers, William Webb. Depois do período de reuniões Webb e Williams se dirigiram à Coal Creek, para repassar os pedidos de paciência feitos pelo governador. Williams assegurou aos mineiros que o governador colocaria um fim no arrendamento de mão de obra de detentos, mas disse que seria preciso de tempo para que tais mudanças na lei fossem sancionadas. Os mineiros aceitaram uma trégua de 60 dias, com a promessa de que o governador convocaria uma sessão especial legislativa, para revogar a lei de arrendamento de mão de obra.  
Em 31 de agosto, Buchanan convocou uma sessão especial para considerar por fim na lei de arrendamento de mão de obra. Perante a legislatura dois pontos eram discutidos, se o contrato de arrendamento podia ser encerrado antes de sua expiração, e o que fazer com os detentos envolvidos no programa. Após três semanas de debate, tendo fim em 21 de setembro o processo, poucas mudanças foram feitas, o contrato de arrendamento foi mantido e o governo foi autorizado a defender o sistema da maneira que fosse necessária, sendo a tentativa de tentar quebrar o contrato transformada em crime. Após a derrota, os mineiros tinham esperança de que o sistema judicial fosse favorável à sua causa, porém a suprema corte do estado, em outubro de 1891, deu parecer favorável ao sistema de arrendamento, alegando que os contratos assinados não poderiam ser interrompidos.

### Nova Onda de Violência
Em 28 de outubro de 1891, o comitê representante dos mineiros de Coal Creek, anunciou sua renúncia, denunciando a legislatura e fazendo um apelo sutil as armas. Pouco tempo depois, em 31 de outubro, um grupo de mineiros queimou um assentamento da TCMC em Briceville, e invadiu outra em Coal Creek, diversos edifícios das companhias foram destruídos ou saqueados, cerca de trezentos detentos foram libertados, aos quais foram entregues roupas e comida. Em 2 de novembro mais um assentamento foi queimado, desta vez em Oliver Springs, cerca de 153 detentos foram libertados.
Em resposta a onda de protestos, uma segunda trégua foi negociada, os mineiros aceitaram que os detentos retornassem a Coal Creek e Oliver Springs, porém não à Briceville, onde o presidente da TCMC, B. A. Jenkins, estava descontente com a mão de obra arrendada. Milícias foram enviadas à Coal Creek e Oliver Springs, para proteger os detentos que retornavam até as localidades.
As relações entre mineiros e milicianos azedaram rapidamente, confrontos começaram a ocorrer corriqueiramente, onde um lado culpava o outro pelos incidentes. Nesse interim, Merrel e o presidente da TCMC, descontente com os rumos tomados, fizeram as pazes, começando a discutir novas formas de construir uma relação benéfica tanto para os mineiros quanto para os empresários. Após o verão de 1892, diversos jornais passaram a enviar correspondentes a região para cobrir os conflitos, a opinião pública inicial era pró-mineiros, porém com o aumento dos atos de violência, ocasionando muitas vezes a morte de milicianos em serviço, fez com que essa opinião fosse mudando com o tempo, todos os jornais concordavam, porém, com a ineficiência do governo em colocar fim nas reivindicações trabalhistas.

### Ataque ao Forte Anderson e Prisões Realizadas
Enquanto as empresas de mineração do leste do Tennessee estavam abandonando a utilização de mão de obra de condenados, o principal locatário do estado, a TCI, permaneceu firmemente dedicado a usar o trabalho arrendado em suas minas do Sul do Tennessee. Quando a Cumberland Coal se recusou a usar condenados em sua mina de Oliver Springs, a TCI comprou o arrendamento da mina, dando-lhe uma base direta nos campos de carvão do Condado de Anderson. Conforme a empresa diminuía o número de seus trabalhadores livres, as tensões aumentavam constantemente. Em 13 de agosto de 1892, mineiros livres no Condado de Grundy demoliram a paliçada da TCI em Tracy City e, em 15 de agosto, removeram os condenados da paliçada da TCI em Innman no Condado de Marion.  Essas ações reacenderam o ressentimento no leste do Tennessee e, em 17 de agosto, um grupo de mineiros liderados por John Hatmaker atacou a paliçada da TCI em Oliver Springs, mas foram rechaçados pelos guardas. Pouco depois, um grupo maior de mineiros se reuniu novamente na paliçada e seus guardas finalmente se renderam. A paliçada foi incendiada e os condenados foram colocados em um trem e enviados para Nashville. No dia seguinte, o comandante da milícia Keller Anderson foi capturado em Coal Creek, e os mineiros ordenaram que o segundo em comando do Fort Anderson, o tenente Perry Fyffe se rendesse. Depois que Fyffe se recusou, os mineiros atacaram o forte, matando dois milicianos, mas não conseguiram capturar a posição.
Em resposta a este último levante, o governador Buchanan despachou 583 milicianos sob o comando do general Samuel T. Carnes para o leste do Tennessee. Ele também ordenou que os xerifes dos condados afetados tomassem providencias. A maioria dos xerifes do condado, incluindo os xerifes de Anderson e Morgan, ignoraram essa ordem ou fizeram tentativas sem brilho para executá-la, embora várias dezenas de voluntários tenham se reunido nas áreas de Nashville, Chattanooga e Knoxville. Um grupo de voluntários de Knoxville marchou para socorrer o Fort Anderson sitiado, mas, ao descerem de Walden Ridge, foram emboscados por um grupo de mineiros, matando dois dos voluntários e mandando os demais de volta para Clinton. Carnes chegou em 19 de agosto e rapidamente restaurou a ordem e obteve a libertação de Anderson. Ele então iniciou uma varredura na região de Coal Creek à Jellico, prendendo centenas de mineiros considerados auxiliares na insurreição. A milícia usou a Igreja da Comunidade de Briceville como prisão temporária para aqueles que detinha.

## Fim das Revoltas
A varredura feita por Carnes pôs fim à guerra em grande parte, alguns eventos ainda ocorreriam em 1893 por exemplo, quando uma invasão malsucedida das instalações da TCI, terminaram com o enforcamento de um mineiro pelas mãos dos soldados da milícia, assim como também a morte de um miliciano em uma briga contra mineiros próximo da linha férrea em Briceville. 
O governador Buchanan passou a ser odiado tanto por mineiros quanto pelos proprietários de mineradoras, sua gestão catastrófica do assunto lhe rendeu a não escolha na convenção partidária para as eleições governamentais seguintes, os democratas escolheram para seu lugar Peter Turney, Buchanan se candidatou ao posto por um terceiro partido alternativo, porém seria esmagado pelo resultado das urnas, que terminaram com a vitória novamente do Partido Democrata. O novo governador Peter Turney e a legislatura decidiram deixar o contrato de arrendamento de mão de obra expirar, sendo que o estado construiria a penitenciaria de Mountain State, e compraria terras em Morgan County, para que os detentos minerassem diretamente para o estado em vez de trabalharem para empresas privadas e concorrem com os trabalhadores livres.
O juiz do condado de Anderson, H. R. Hicks supervisionou as acusações de 300 mineiros e outros indivíduos que tinham ligação com as revoltas ocorridas em Coal Creek, muitos deles incluindo Eugene Merrel, fugiram do estado antes que pudessem ser levados a julgamento. A maioria dos julgamentos terminou com a absolvição do réu, ou com a punição sendo convertida em pagamentos de multas, apenas um caso levou o réu a prisão, sendo este um homem que não era morador da região e que se uniu as revoltas para disseminar seus ideais anarquistas, tendo este ficado dois anos preso.

## Legado
A fundação da bacia hidrográfica de Coal Creek, trabalha atualmente para preservar o legado do conflito, tomando a iniciativa de localizar os túmulos dos homens que morreram nos conflitos. A maior parte das terras foi comprada pelo estado em 1896, para a construção da penitenciaria estadual de Brushy Mountain, que faz parte hoje do parque estadual de Frozen Head.
A guerra de Coal Creek inspirou as primeiras músicas de protesto sobre a mineração de carvão nos apalaches, Canções sobre o conflito incluem "Coal Creek Troubles", escrita na esteira do conflito e gravada por Jilson Setters em 1937, e uma melodia de banjo chamada "Coal Creek March", que foi gravada pelo banjoista de Kentucky Pete Steele para a Biblioteca do Congresso em 1938 e ainda é popular entre os músicos de bluegrass. A canção "Buddy Wont You Roll Down the Line", escrita e interpretada pelo pioneiro do Grand Ole Opry, Tio Dave Macon, foi baseada na Guerra do Coal Creek.